# Życie (film 2022)
Życie (ang. Living) – brytyjski dramat filmowy z 2022 roku w reżyserii Olivera Hermanusa. Remake klasycznego japońskiego filmu Piętno śmierci (1952) Akiry Kurosawy, opartego na motywach opowiadania Lwa Tołstoja Śmierć Iwana Iljicza. W głównej roli wystąpił Bill Nighy. Film miał premierę 21 stycznia 2022 roku na Sundance Film Festival.

## Fabuła
W powojennym Londynie starszy mężczyzna imieniem William pracuje w ratuszu jako urzędnik. Na co dzień jest samotny i skupiony na swojej pracy, która wypełnia pustkę w jego życiu i nadaje mu sensu. Pewnego dnia dowiaduje się, że choruje na nowotwór, który zabije go w ciągu paru miesięcy. Wieść o stanie zdrowia skłania go do refleksji nad własnym życiem i po tym jak nie udaje mu się znaleźć rozwiązania w życiu rozrywkowym ani towarzyskim, postanawia skupić się na zrealizowaniu projektu budowy placu zabaw dla dzieci.

## Obsada
- Bill Nighy jako Williams
- Aimee Lou Wood jako Margaret Harris
- Alex Sharp jako Peter Wakeling
- Tom Burke jako Sutherland
- Adrian Rawlins jako Middleton
- Oliver Chris jako Hart
- Hubert Burton jako Rusbridger
- Zoe Boyle jako pani McMasters
- Barney Fishwick jako Michael
- Patsy Ferran jako Fiona
- Michael Cochrane jako sir James
- Lia Williams jako pani Smith
- Richard Cunningham jako Harvey[1]

## Produkcja
Zdjęcia do filmu kręcono w różnych miejscach Anglii. Do wykorzystanych lokalizacji należały:
- Londyn – budynek London County Hall, dworzec Waterloo Station;
- Chatham (hrabstwo Kent) – wizyta w Kings Theatre;
- Worthing (West Sussex) – scena w kawiarni;
- Brighton (East Sussex) – dworzec kolejowy;
- Guildford (Surrey) – scena wychodzenia z teatru[2].

## Odbiór

### Reakcja krytyków
Film spotkał się z pozytywną reakcją krytyków. W agregatorze recenzji Rotten Tomatoes 96% z 193 recenzji uznano za pozytywne, a średnia ocen wyniosła 8 na 10. Z kolei w agregatorze Metacritic średnia ważona ocen z 40 recenzji wyniosła 81 punktów na 100.

## Nagrody i nominacje
| Nagroda                                           | Kategoria                                                                                                 | Wynik     |
| ------------------------------------------------- | --- | --------- |
| Oscary                                            | Najlepszy aktor pierwszoplanowy (Bill Nighy)                                                              | nominacja |
| Oscary                                            | Najlepszy scenariusz adaptowany (Kazuo Ishiguro)                                                          | nominacja |
| Złoty Glob                                        | Najlepszy aktor w dramacie (Bill Nighy)                                                                   | nominacja |
| BAFTA                                             | Najlepszy film brytyjski (Elizabeth Karlsen, Kazuo Ishiguro, Oliver Hermanus, Stephen Woolley)            | nominacja |
| BAFTA                                             | Najlepszy aktor pierwszoplanowy (Bill Nighy)                                                              | nominacja |
| BAFTA                                             | Najlepszy scenariusz adaptowany (Kazuo Ishiguro)                                                          | nominacja |
| Critics’ Choice                                   | Najlepszy aktor (Bill Nighy)                                                                              | nominacja |
| Critics’ Choice                                   | Najlepszy scenariusz adaptowany (Kazuo Ishiguro)                                                          | nominacja |
| Nagroda Satelita                                  | Najlepszy dramat                                                                                          | nominacja |
| Nagroda Satelita                                  | Najlepszy aktor w dramacie (Bill Nighy)                                                                   | nominacja |
| Nagroda Satelita                                  | Najlepszy scenariusz adaptowany (Kazuo Ishiguro)                                                          | nominacja |
| Nagroda Satelita                                  | Najlepsze kostiumy (Sandy Powell)                                                                         | nominacja |
| Camerimage                                        | Najlepszy operator (Jamie Ramsay)                                                                         | wygrana   |
| Amerykańska Gildia Aktorów Filmowych              | Najlepszy aktor w roli głównej (Bill Nighy)                                                               | nominacja |
| BIFA                                              | Najlepsza scenografia (Helen Scott)                                                                       | wygrana   |
| BIFA                                              | Najlepszy brytyjski film niezależny (Elizabeth Karlsen, Kazuo Ishiguro, Oliver Hermanus, Stephen Woolley) | nominacja |
| BIFA                                              | Najlepszy reżyser (Oliver Hermanus)                                                                       | nominacja |
| BIFA                                              | Najlepszy scenariusz (Kazuo Ishiguro)                                                                     | nominacja |
| BIFA                                              | Najlepsze kostiumy (Sandy Powell)                                                                         | nominacja |
| BIFA                                              | Najlepszy dobór obsady                                                                                    | nominacja |
| BIFA                                              | Najlepszy drugoplanowy występ aktorski (Aimee Lou Wood)                                                   | nominacja |
| BIFA                                              | Najlepszy kierownik muzyczny (Rupert Hollier)                                                             | nominacja |
| BIFA                                              | Najlepszy pierwszoplanowy występ aktorski (Bill Nighy)                                                    | nominacja |
| Internetowe Towarzystwo Krytyków Filmowych        | Najlepszy aktor (Bill Nighy)                                                                              | nominacja |
| Stowarzyszenie Krytyków Filmowych z Chicago       | Najlepszy aktor (Bill Nighy)                                                                              | nominacja |
| Stowarzyszenie Krytyków Filmowych z Los Angeles   | Najlepszy aktor pierwszoplanowy (Bill Nighy)                                                              | wygrana   |
| Stowarzyszenie Krytyków Filmowych z San Francisco | Najlepszy aktor (Bill Nighy)                                                                              | nominacja |
| Stowarzyszenie Krytyków Filmowych z San Francisco | Najlepszy scenariusz adaptowany (Kazuo Ishiguro)                                                          | nominacja |